# Ангеле Слатински
Ангеле Слатински е български духовник, учител и революционер от XIX век.

## Биография
Роден е в Слатино, Охридско, в Османската империя. Учи при Димитър Миладинов, след това в Янинската гимназия и духовна семинария в Русия. Завръща се в Слатино и отваря българско училище. След 4 години се запопва. Участва в превода на триптиха, пазен в манастира „Свети Наум“. Поп Ангел е основател на революционна група в Западна Македония, известна като Слатинска компания. Убит е в 1875 година от други слатински свещеници, като убийството е отбелязано от руския консул в Битоля Виктор Максимов.
Баща е на революционера Георги Попангелов.